# Karawaci (plaats)
Karawaci is een bestuurslaag in het regentschap Tangerang van de provincie Banten, Indonesië. Karawaci telt 6905 inwoners (volkstelling 2010).